# Karen Wedel-Jarlsberg
Christiane Andrea (Karen) Wedel-Jarlsberg, född Anker 2 november 1789 i Kristiania, död 19 juni 1849 på Bogstad gård, var en norsk grevinna och hovdam. 

## Biografi
Karen Wedel-Jarlsberg var det enda överlevande barnet till Peder Anker och Anna Elisabeth Cold (1749–1803) och därmed en av de förmögnaste arvtagarna i Norge. Hon gifte sig med greve Herman Wedel-Jarlsberg 19 maj 1807 på Bogstad. Hennes make var en drivande kraft i det parti som genomdrev unionen mellan Sverige och Norge 1814. Tre år senare fick hon själv en hovtjänst vid det svensk-norska hovet. Under den svensk-norska unionen existerade en separat norsk hovstat som var i tjänst under kungafamiljens besök i Norge, och Karen Wedel-Jarlsberg utsågs till den första chefshovdamen för den första norska hovstaten.
Karen Wedel-Jarlsberg var hovmästarinna åt Sveriges och Norges drottning mellan 1817 och 1845: först åt Hedvig Elisabet Charlotta 1817–1818, sedan åt hennes efterträdare Desidera 1818–1844 (från 1825 med titeln överhovmästarinna) och slutligen åt drottning Josefina av Leuchtenberg 1844–1845.
Josefina besökte Norge 1824 och Wedel-Jarlsberg fick då tillfälle att tjänstgöra: Desideria besökte Norge första gången 1827 och sedan några gånger fram till 1847, men tillbringade merparten av sin tid i Sverige.
Den norska hovstaten var en kopia av den svenska med i princip samma tjänster tillsatta, och Karen Wedel-Jarlsberg var som överhovmästarinna chef över både statsfruar och hovfröknar, precis som hennes svenska motsvarighet var i Sverige, utöver manliga kammarherrar När Oscar I och Josefina blev kung och drottning minskade dock hovstaterna i både Norge och Sverige och Wedel-Jarlsberg fick endast hovfröknar under sig.
Karen Wedel-Jarlsberg bad om avsked 1845 och ersattes året därpå. 

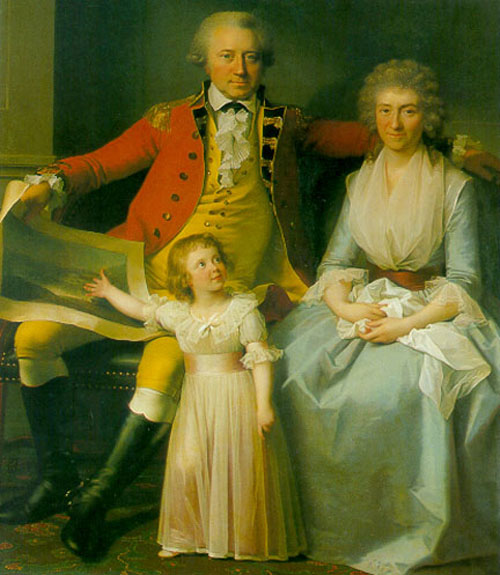
Jens Juels porträtt av Peder Anker med sin maka och dotter Karen. Målad i København 1791.